# National Training Center

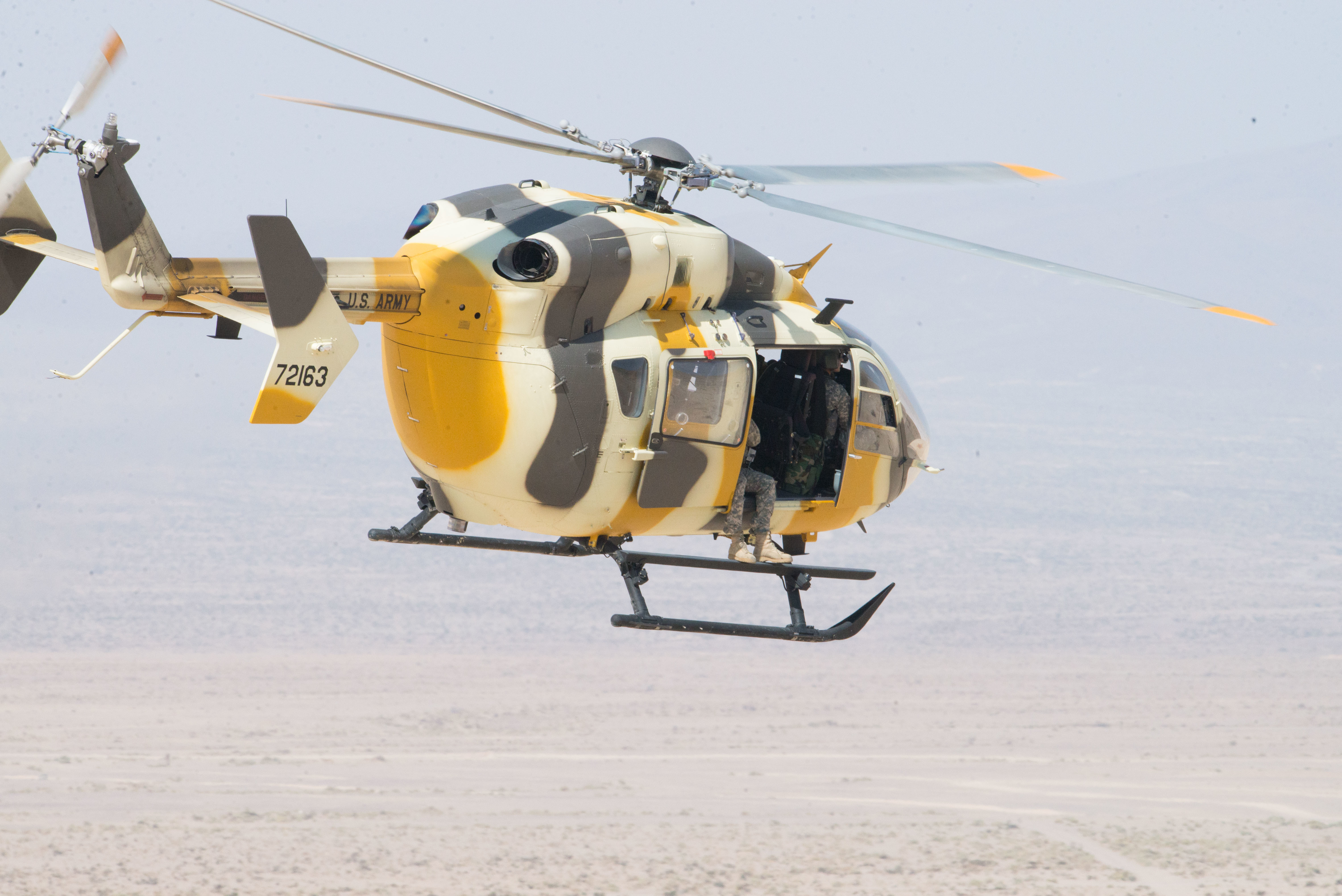
UH-72A della Compania B, 2916th Aviation Battalion

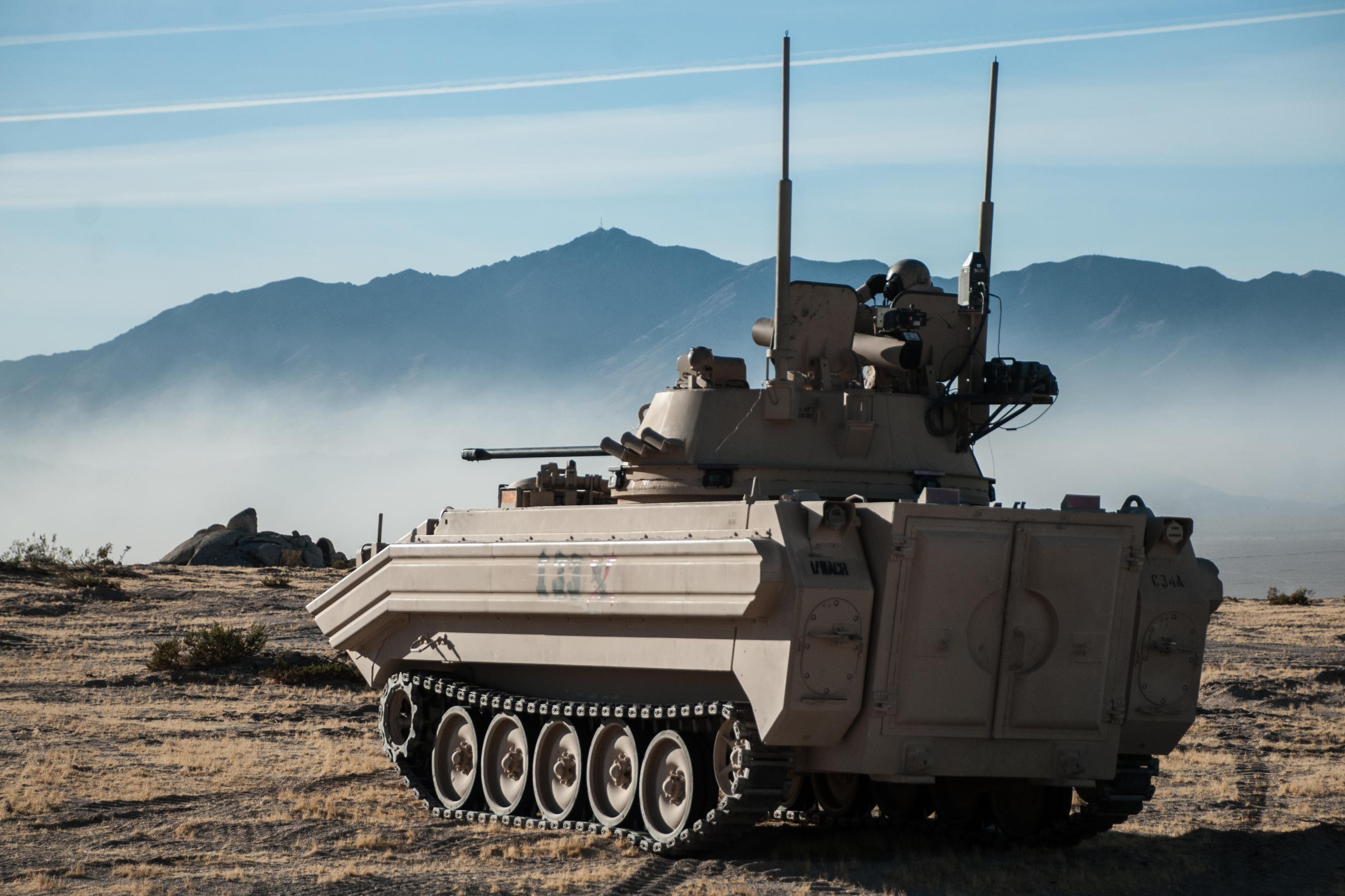
Un M-113 OSV del 1st Squadron, 11th ACR

Il National Training Center  è un centro d'addestramento dell'Esercito degli Stati Uniti. Il suo quartier generale è situato presso Fort Irwin, in California.

## Organizzazione
- 11th Armored Cavalry Regiment - "Blackhorse" - Forza di opposizione
  - 1st Squadron, 11th Armored Cavalry Regiment
  - 2nd Squadron, 11th Armored Cavalry Regiment
  - Regimental Support Squadron
- 916th Support Brigade
  - Headquarters & Headquarters Company
  - 1916th Support Battalion
    - Headquarters & Headquarters Company
    -  2nd Heavy Equipment Transportation Company
    -  171st Movement Control Detachment
    -  557th Maintenance Company
    -  699th Maintenance Company

  - 2916th Aviation Battalion
    - Headquarters & Headquarters Company
    -  Company A (Command) - Equipaggiato con 7 UH-60L
    -  Company B (Air Assault) - Equipaggiato con UH-72
    -  Company C (Air Ambulance) - Equipaggiato con UH-60L
    -  Company B, 229th Aviation Regiment - Equipaggiato con MQ-1C
    - U.S.Army Air Ambulance Detachment - Equipaggiato con UH-72A
    -  699th Maintenance Company

  - Rotational Support
- NTC Operations Group
- Network Enterprise Center
- JOINT CENTER OF EXCELLENCE (JCOE)
- Mission & Installation Contracting Command (MICC)
- Reserve Component Operations Plans and Training (RC-OPT)
- Special Forces Recruiting Fort Irwin
- NTC Staff/G-1